# Galaxia Pitică Neregulată din Vărsătorul
Galaxia Pitică Neregulată din Vărsătorul, sau DDO 210, este o galaxie pitică neregulată care face parte din Grupul Local. A fost descoperită în 1966 de către Sidney van den Bergh.
Aflată la distanța de 3,3 milioane de ani-lumină, ea aparține unei vaste mulțimi de galaxii neregulate care nu par să facă parte dintr-un sub-grup. Una dintre principalele sale caracteristici este aceea că prezintă o deviere spre albastru, adică se apropie de Sistemul Solar, în ocurență cu viteza de 137 km/s. 

## Veziși
- Grupul Local
- Lista galaxiilor